# Bộ trưởng Gia cư và Phát triển Đô thị Hoa Kỳ
Bộ trưởng Gia cư và Phát triển Đô thị Hoa Kỳ (tiếng Anh: United States Secretary of Housing and Urban Development) là người lãnh đạo Bộ Gia cư và Phát triển Đô thị Hoa Kỳ, một thành viên nội các của Tổng thống Hoa Kỳ, và là người đứng hạng thứ 13 kế vị tổng thống. Chức vụ này được lập ra khi Bộ Gia cư và Phát triển Đô thị Hoa Kỳ được thành lập vào ngày 9 tháng 9 năm 1965 sau khi Tổng thống Lyndon B. Johnson ký thành luật Đạo luật Bộ Gia cư và Phát triển Đô thị (Pub.L. 89–174). Sứ mệnh của bộ là "nhằm gia tăng người sở hữu nhà ở, hỗ trợ phát triển cộng đồng và tăng cơ hội tìm được nhà ở giá phải chăng mà không bị kỳ thị."
Robert C. Weaver trở thành người Mỹ gốc châu Phi đầu tiên làm thành viên Nội các Hoa Kỳ sau khi được bổ nhiệm vào chức vụ này. Bộ Gia cư và Phát triển Đô thị cũng là bộ nội các đầu tiên của Hoa Kỳ được 1 phụ nữ người Mỹ gốc châu Phi lãnh đạo, đó là bà Patricia Roberts Harris vào năm 1977. Bộ trưởng hiện tại là Scott Turner.

## Danh sách các bộ trưởng Gia cư và Phát triển Đô thị Hoa Kỳ
| Thứ tự | Hình | Tên                  | Quê nhà            | Nhậm chức           | Rời chức             | Dưới thời tổng thống       |
| ------ | ---- | -------------------- | ------------------ | ------------------- | -------------------- | -------------------------- |
| 1      |      | Robert C. Weaver     | New York           | 18 tháng 1 năm 1966 | 18 tháng 12 năm 1968 | Lyndon Johnson             |
| 2      |      | Robert C. Wood       | Massachusetts      | 7 tháng 1 năm 1969  | 20 tháng 1 năm 1969  | Lyndon Johnson             |
| 3      |      | George W. Romney     | Michigan           | 22 tháng 1 năm 1969 | 20 tháng 1 năm 1973  | Richard Nixon              |
| 4      |      | James Thomas Lynn    | Ohio               | 2 tháng 2 năm 1973  | 5 tháng 2 năm 1975   | Richard Nixon, Gerald Ford |
| 5      |      | Carla Anderson Hills | California         | 10 tháng 3 năm 1975 | 20 tháng 1 năm 1977  | Gerald Ford                |
| 6      |      | Patricia R. Harris   | Đặc khu Columbia   | 23 tháng 1 năm 1977 | 10 tháng 9 năm 1979  | Jimmy Carter               |
| 7      |      | Moon Landrieu        | Louisiana          | 24 tháng 9 năm 1979 | 20 tháng 1 năm 1981  | Jimmy Carter               |
| 8      |      | Samuel Pierce        | New York           | 23 tháng 1 năm 1981 | 20 tháng 1 năm 1989  | Ronald Reagan              |
| 9      |      | Jack Kemp            | New York           | 13 tháng 2 năm 1989 | 20 tháng 1 năm 1993  | George H. W. Bush          |
| 10     |      | Henry Cisneros       | Texas              | 22 tháng 1 năm 1993 | 20 tháng 1 năm 1997  | Bill Clinton               |
| 11     |      | Andrew Cuomo         | New York           | 29 tháng 1 năm 1997 | 20 tháng 1 năm 2001  | Bill Clinton               |
| 12     |      | Mel Martinez         | Florida            | 24 tháng 1 năm 2001 | 12 tháng 12 năm 2003 | George W. Bush             |
| 13     |      | Alphonso Jackson     | Texas              | 1 tháng 4 năm 2004  | 18 tháng 4 năm 2008  | George W. Bush             |
| 14     |      | Steve Preston        | Illinois           | 4 tháng 6 năm 2008  | 20 tháng 1 năm 2009  | George W. Bush             |
| 15     |      | Shaun Donovan        | New York           | 26 tháng 1 năm 2009 | 28 tháng 7 năm 2014  | Barack Obama               |
| 16     |      | Julian Castro        | Texas              | 28 tháng 7 năm 2014 | 20 tháng 1 năm 2017  | Barack Obama               |
| 17     |      | Ben Carson           | Florida            | 2 tháng 3 năm 2017  | 20 tháng 1 năm 2021  | Donald Trump               |
| 18     |      | Marcia Fudge         | Ohio               | 10 tháng 3 năm 2021 | 22 tháng 3 năm 2024  | Joe Biden                  |
| 19     |      | Texas                | 5 tháng 2 năm 2025 | Đương nhiệm         | Donald Trump         |                            |

## Danh sách các cựu bộ trưởng gia cư và phát triển đô thị còn sống
- Carla Anderson Hills
- Moon Landrieu
- Henry Cisneros
- Andrew Cuomo
- Mel Martinez
- Alphonso Jackson
- Steven C. Preston
- Shaun Donovan
- Julian Castro
- Ben Carson
- Marcia Fudge